# Nea Salamis Famagusta
|  | Per informació sobre la secció de futbol, vegeu «Secció de futbol del Nea Salamis Famagusta»; per la secció de voleibol, vegeu «Secció de voleibol del Nea Salamis Famagusta». |

El Nea Salamis Famagusta o Nea Salamina Famagusta (grec modern: Νέα Σαλαμίνα Αμμοχώστου) és un club xipriota de futbol i voleibol de la ciutat de Famagusta (Ammochostos). Adoptà el nom de l'antiga ciutat xipriota de Salamina, propera a la ciutat de Famagusta.

## Història
El club es fundà l'any 1948 i ingressà a la Federació Amateur de Futbol de Xipre. L'any 1953, amb la unificació del futbol xipriota, el club s'uní a la Federació Xipriota de Futbol, ingressant a la Segona Divisió. La segona temporada guanyà la categoria i ascendí a Primera. Les seves millors actuacions en aquesta categoria foren terceres posicions les temporades 1955/56, 1965/66, 1992/93 i 1994/95.
L'any 1974, amb la invasió turca de l'illa, el Nea Salamis es refugià a la ciutat de Làrnaca, actual seu del club. L'original estadi del club era l'estadi GSE a Famagusta. Des del 1974 fins al 1991 jugà al Neo GSZ. Posteriorment jugà a l'Estadi Dasaki, Tsirion, Deryneia i Antonis Papadopoulos. Actualment juga a l'estadi Ammochostos a Làrnaca.
L'equip de voleibol juga a l'Spyros Kyprianou Athletic Center a Limassol.

## Palmarès

### Futbol
- Copa xipriota de futbol (1): 1990
- Supercopa xipriota de futbol (1): 1990
- Segona divisió de Xipre (4): 1955, 1980, 2002, 2004

### Futbol femení
- Supercopa xipriota (1): 2007/08

### Voleibol masculí
- Lliga xipriota (9): 1989/90, 1990/91, 1997/98, 1998/99, 1999/00, 2000/01, 2001/02, 2002/03, 2012/13
- Copa xipriota (7): 1982/83, 1989/90, 1991/92, 1999/00, 2000/01, 2001/02, 2002/03
- Supercopa xipriota (6): 1998/99, 1999/00, 2000/01, 2001/02, 2002/03, 2003/